# Marshall, Michigan
Marshall är administrativ huvudort i Calhoun County i Michigan. Orten har fått sitt namn efter John Marshall. Enligt 2010 års folkräkning hade Marshall 7 088 invånare.